# Mattot
Mattot  (Biblisches Hebräisch מַּטּוֹת ‚Stämme‘) bezeichnet einen Leseabschnitt der Tora mit dem Text
Numeri/Bemidbar 30,2–32,42 (30,2–17 ; 31 ; 32,1–42 ).
Es handelt sich um die Lesung des 3. oder 4. Sabbats im Monat Tammus oder, falls mit Masse verbunden, auch des 1. Sabbats im Monat Aw.

## Wesentlicher Inhalt
- Der Text handelt vom Einhalten der Gelübde und Schwüre und deren mögliche Aufhebung durch den Vater oder Ehemann einer Frau.
- Kampf gegen die Midianiter, weil sie das Volk Israel auf Rat Bileams zum Dienst des Baal Peor verführt hatten.
- Reinigung der Krieger und der Geräte, die durch eine Leiche verunreinigt sind und Verteilung der Beute.
- Die Stämme Ruben und Gad erbitten von Mose das eroberte Land der Amoriterkönige Sichon und Og und versprechen, dass ihre kriegsfähigen Männer mit den anderen Stämmen über den Jordan ziehen sollen.

## Haftara
Die zugehörige Haftara ist
Jeremia 1–2,3 (1 , 2,1–3 ).
Wenn Mattot mit Masse zu einem Doppelabschnitt kombiniert wird,
so ist die Haftara die Haftara von Masse.